# ابیل دیمیر
ابیل دیمیر (انگلیسی: Abel Dimier; ۱۴ سپتامبر ۱۷۹۴ – ۱۵ نوامبر ۱۸۶۴) مجسمه‌ساز اهل فرانسه بود.
وی همچنین برندهٔ جوایزی همچون جایزه بزرگ رم شده‌است.